# Muscardinus avellanarius
El lirón enano o  lirón muscardino (Muscardinus avellanarius) es una especie de roedor esciuromorfo de la familia Sciuridae. Es la única especie viva que actualmente está clasificada dentro del género Muscardinus. Mide de seis a nueve centímetros de largo con una cola de 5,7 a 7,5 cm. Pesa entre diecisiete y veinte gramos, aunque aumenta de peso en treinta o cuarenta gramos durante la hibernación. El lirón enano hiberna desde octubre hasta abril o mayo. 
El animal es nativo del norte de Europa y de Asia Menor. Es el único lirón nativo de las islas británicas (pese a que el lirón gris, Glis glis, ha sido introducido por accidente y ahora tiene una población establecida) y por lo tanto simplemente se lo conoce como lirón en las fuentes de origen británico.

## Estatus de protección
El lirón enano es una especie protegida de Europa y del Reino Unido por el Acta de Vida Salvaje y de Campo.

## Historia natural
Los lirones enanos son los únicos mamíferos pequeños de Gran Bretaña que poseen una cola completamente castaña. Tienen pelaje dorado amarronado y ojos negros de gran tamaño. Son criaturas nocturnas y pasan la mayor parte del tiempo que están despiertas entre las ramas de los árboles buscando comida. Pueden pasar mucho tiempo arriba antes de bajar y exponerse al peligro.
En invierno (cerca de octubre), los lirones hibernan en nidos entre las hojas caídas del bosque en el suelo. Despiertan en primavera (a finales de abril o principios de mayo) y construyen nidos de corteza de madreselva, hojas frescas y pasto en el suelo. Si el clima es frío y húmedo, y el alimento escaso, conservan energía para entrar en letargo; se posicionan formando un círculo y duermen. Los lirones, por lo tanto, pasan gran parte de su vida durmiendo; ya sea hibernando en invierno o en letargo en verano. 

## Identificación
El examen de las nueces castañas deben mostrar un hueco redondo en la cáscara. Esto indica que ha sido abierta por un pequeño roedor, como el lirón, el ratón de campo o el topillo. Otros animales como las ardillas destruirían completamente la cáscara o harían un agujero desordenado en ella.

## Amenazas
El lirón sufre varias amenazas, como son la predación del zorro, la comadreja, y otros animales, la falta de fuentes de alimento, la competencia con las otras especies y la destrucción de su hábitat natural.